# Pierre Sébastiani
Pour les articles homonymes, voir Sébastiani.
Pierre Sébastiani, né en 1939 à Savigny-sur-Orge, est un haut fonctionnaire français, avec un parcours centré essentiellement dans le corps préfectoral.

## Biographie

### Études
- Licence et DES de sciences économiques, IEP Paris.
- 1970 Diplômé de l'ENA, promotion Robespierre (Jacques Attali, économiste, écrivain et haut fonctionnaire, ancien président de la BERD, ancien conseiller spécial de François Mitterrand ou encore Philippe Séguin, ancien premier président de la Cour des comptes, ancien ministre, ancien secrétaire général du RPR...)

### Premiers parcours dans l'administration
Pendant une quinzaine d'années, Pierre Sébastiani acquiert une expérience significative du fonctionnement en préfecture et des relations avec les élus, en passant sur différentes fonctions :
- 1970-1971 Administrateur civil détaché au rectorat de Montpellier
- 1971-1973 Sous-préfet, directeur de cabinet du préfet de la Nièvre.
- 1973-1978 Secrétaire général de la préfecture de Lozère puis de Lot-et-Garonne.
- 1978-1979 Conseiller technique au cabinet du secrétaire d'état auprès du Premier Ministre chargé des relations avec le parlement, Jacques Limouzy.
- 1979-1982 Sous-préfet de Libourne.
- 1982-1985 Secrétaire général de la Vienne.

### Préfet
En 1985, il est nommé préfet des Landes par Pierre Joxe, et reste en poste pendant la cohabitation entre le président François Mitterrand et le premier ministre Jacques Chirac, à partir de 1986. Cette période est marquée par la mise en place de la décentralisation entamée par Gaston Defferre en 1982 et 1983, impliquant une profonde évolution du rôle du préfet qui doit désormais composer davantage avec l'exécutif départemental et régional.
En 1988, le ministre de l'intérieur de Jacques Chirac, Charles Pasqua, l'affecte à un nouveau département en le nommant préfet des Ardennes.
En 1990, Pierre Joxe, revenu au poste de ministre de l'intérieur, le nomme préfet de Dordogne.
En 1993, il devient préfet de Charente-Maritime, et reste dans cette fonction pendant six ans. Ces années correspondent également à la fin de la mandature de Michel Crépeau comme maire de La Rochelle. Michel Crépeau est une forte personnalité, avec une notoriété nationale. Le moindre sujet peut avoir un écho important, comme cet arrêté municipal adopté par Michel Crépeau interdisant la mendicité que le préfet est obligé de récuser pour son caractère illégal.
Les élus de Charente-Maritime et leur préfet cherchent  dans cette période à retrouver une dynamique économique plus forte, à implanter des entreprises et à accompagner les évolutions par une modernisation des infrastructures. C'est l'époque du déménagement du port de pêche de La Rochelle à Chef de Baie.
La région Poitou-Charentes a la particularité, dans cette période, de comprendre plusieurs personnalités politiques d'envergure nationale, notamment Michel Crépeau déjà cité et figure historique du PRG, Édith Cresson, ex-premier ministre et socialiste, Ségolène Royal, député des Deux-Sèvres de ce même parti socialiste, Jean-Pierre Raffarin, président de région et futur premier ministre français, appartenant à la droite modérée, et, bien entendu, René Monory, président du Sénat, second personnage de l'État, à ce titre, et patron local de la droite dans cette région. En 1995, Jean-Pierre Raffarin devient ministre. Puis deux ans plus tard, en 1997, c'est au tour de Ségolène Royal, dans le cadre d'une nouvelle cohabitation entre le président Jacques Chirac et le premier ministre Lionel Jospin.

### Parcours complémentaire
Pierre Sébastiani devient préfet hors cadre en 1999, et chargé de mission auprès du chef de l'inspection générale de l'administration (IGA) en 2000.
En 2004, Pierre Sébastiani tente une entrée en politique, à l’occasion des élections cantonales, mais échoue et doit se retirer.

## Récompenses et distinctions

### Décorations
- Chevalier de la Légion d'honneur
- Officier de l'ordre national du Mérite